# Душан Ђурић (глумац)
Душан Ђурић (Београд, 1939 — 21. септембар 1969) био је српски позоришни, филмски и телевизијски глумац.

## Биографија
Ђурић је рођен 1939. године у Београду. Завршио је Академију за позоришну уметност у Београду (касније преименовану Академија за позориште, филм, радио и телевизију и данас Факултет драмских уметности у Београду). Био је члан ансамбла Југословенско драмско позориште у Београду са неколико остварених главних улога. Погинуо је у саобраћајној незгоди 21. септембра 1969.

## Филмографија
1. Госпођица Доктор-Шпијунка без имена (1969)
2. Кад Сам Био Војник - 01 Добро нам дошли (1969) ТВ серија... Жегарац
3. Кад Сам Био Војник - 02 На лево круг (1969) ТВ серија... Жегарац
4. Кад Сам Био Војник - 03 Војник, бомбе и ... (1969) ТВ серија... Жегарац
5. Кад Сам Био Војник - 04 Хармоника (1968) ТВ серија... Жегарац
6. Кад Сам Био Војник - 05 Крв (1969) ТВ серија... Жегарац
7. Кад Сам Био Војник - 06 Маневар (1969) ТВ серија... Жегарац
8. Кад Сам Био Војник - 07 Растанак (1969) ТВ серија... Жегарац
9. Трагедија на сплаву (1969) (ТВ)
10. ТВ Буквар (1968 — 1969) ТВ серија .... Милорадовић из Обреновца
11. Бекства (1968) у главној улози, Слободан
12. Поход (1968)
13. Швабица (1968) (ТВ) .... Миша
14. Све ће то народ позлатити (1968) (ТВ)
15. Узбуна је дата (1967)
16. Дежурна улица (1967) ТВ серија .... Фото репортер
17. Водник, бомбе и ... (1966)
18. Непријатељ (1965)
19. Издајник (1964)
20. Дани (1963)